# Kristály-folyó
A Kristály-folyó (spanyolul Caño Cristales — a caño szó a kisebb folyók helyi elnevezése, a cristales jelentése „kristályok”) egy kolumbiai folyó. Nevezik „az öt szín folyójának” is, mivel vizében különböző színes növények élnek, amelyektől a meder szeptembertől kezdve három hónapon át többféle színben pompázik (vörös, sárga, kék, zöld, fekete). Legjellegzetesebb növénye az örvényvirágfélék (Podostemaceae) családjába tartozó Macarenia clavigera.

## Földrajzi helyzete
Kolumbia középső részén, Meta megyében folyik; a Guaviare bal oldali mellékvize. Szélessége nem több 20 méternél, hossza mintegy 100 km. Észak–déli irányban megnyúlt vízgyűjtő területe kb. 120 km hosszú és mintegy 30 km széles.

## Kialakulása, nevezetességei
A Sierra de la Macarena, az Andok és az Amazonas vadonja között húzódó hegység az 1,2 milliárd éve kialakult Guyanai-pajzs része; meghatározó kőzete a kvarcit. Legutóbb az Andok felgyűrődésekor emelkedett ki, emiatt a folyócska medre erősen zuhatagos, kisebb-nagyobb vízesésekkel. Érdekességei a mederben kifejlődött sajátos, kútszerű képződmények.
Fő nevezetessége, hogy vizét július végétől novemberig színesre (vörös, narancs, sárga, zöld, kék) festi a benne élő, endemikus Macarenia clavigera folyami hínár.

## Megismerése, látogatása
A folyó sajátos színkavalkádjáról először a helyi kutató és újságíró Andrés Hurtado García számolt be. Ezután 1948-ban a folyó környékén hozták létre Kolumbia első természetvédelmi területét (Sierra de la Macarena), amit 1971-ben szerveztek át nemzeti parkká.
A kormányerők, a maoista felkelők és a kábítószerkereskedők fegyveres konfliktusai miatt több évre lezárták, de 2010 óta újra látogatható.
A turisták La Macarena településről indulva közelíthetik meg. Először csónakon át kell kelni a Guayabero folyón, majd egy földúton észak felé haladva 9–10 km után érhető el a folyó, ehhez a vállalkozóbb szelleműek lovat vagy öszvért kölcsönözhetnek. A leglátványosabb részre naponta csak egy 20 fős, idegenvezetős csoportot engednek ló- vagy öszvérháton.

## Élővilága
A folyó legjellegzetesebb növényei a színes vízinövények. Július végén, amikor megszűnnek az özönvízszerű esőzések, a folyó vízszintje csökkenni kezd, a Macarenia clavigera pedig előtűnik bíborvörös leveleivel. A leglátványosabb időszak szeptembertől novemberig tart, ezután a víz leapad, a növény pedig reproduktív fázisába lép. Ekkor a parkot ideiglenesen be is zárják.
A vízben halak nem élnek, mivel nem találnának benne táplálékot. A környéken találhatók viszont búbostyúkok, hangyászok, jaguárok, pumák, szarvasok, valamint számos hüllő és kétéltű.

## Képek

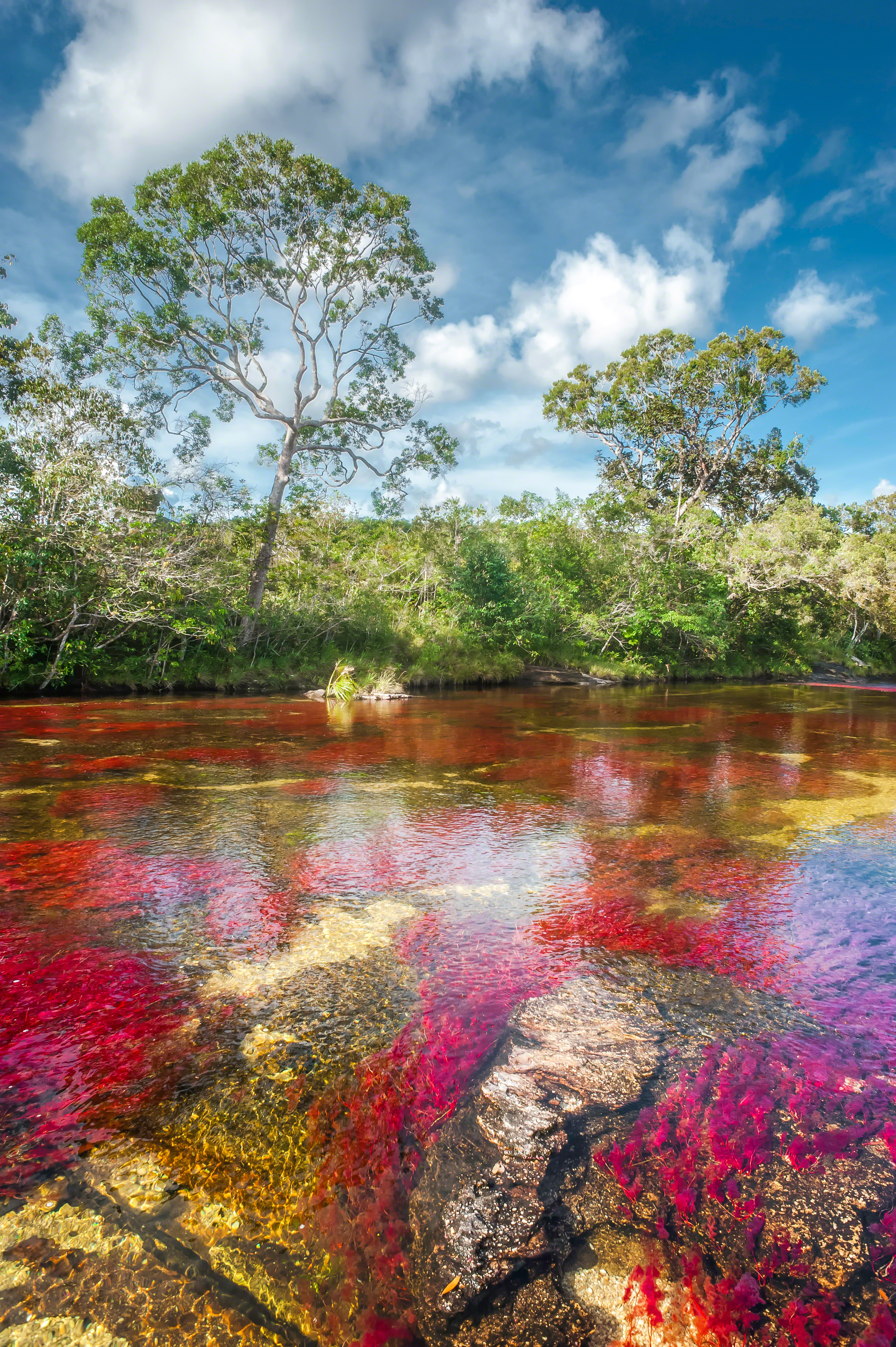
A folyó az El Tapete vidéken
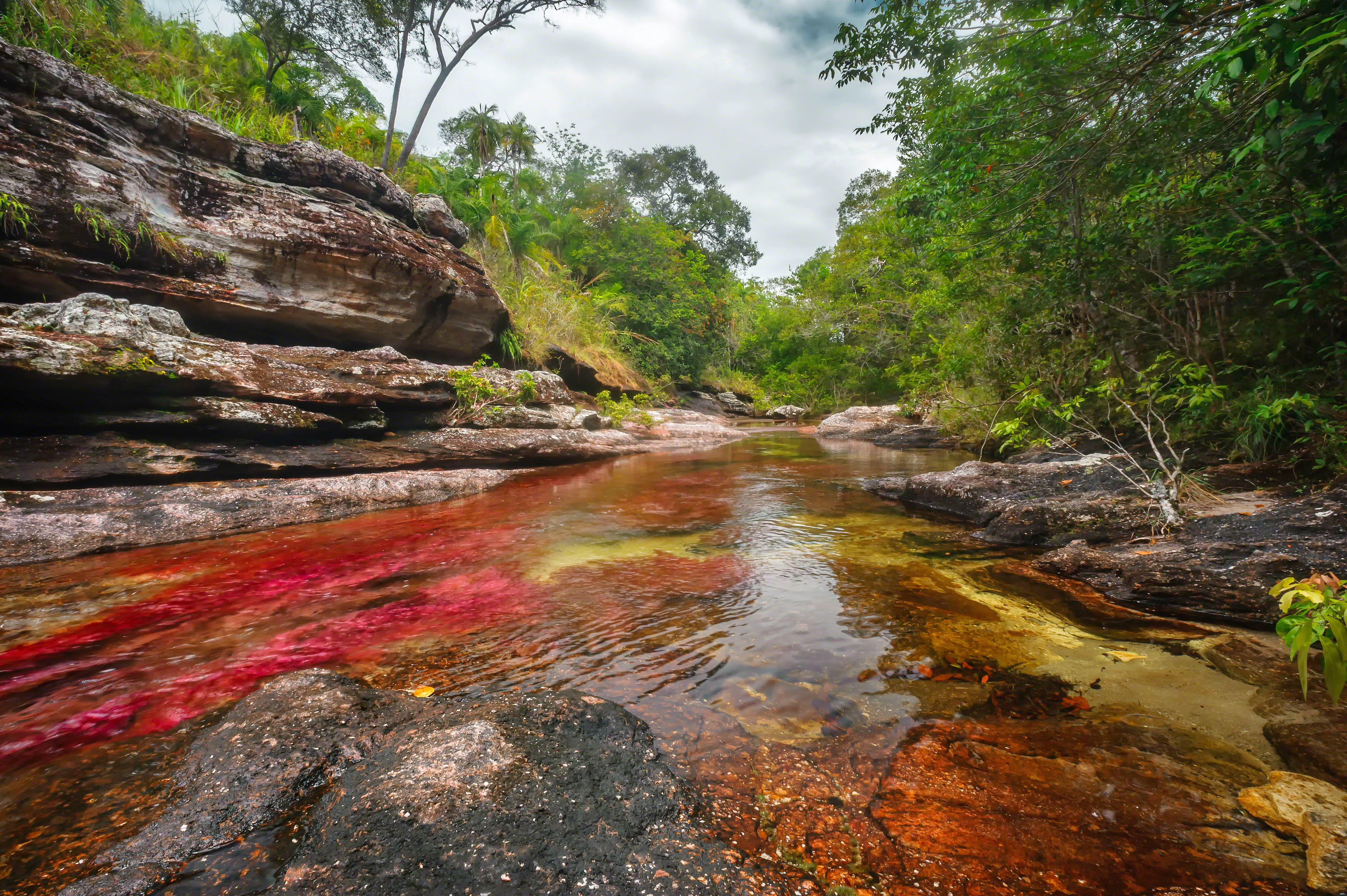
A folyó parti sziklákkal
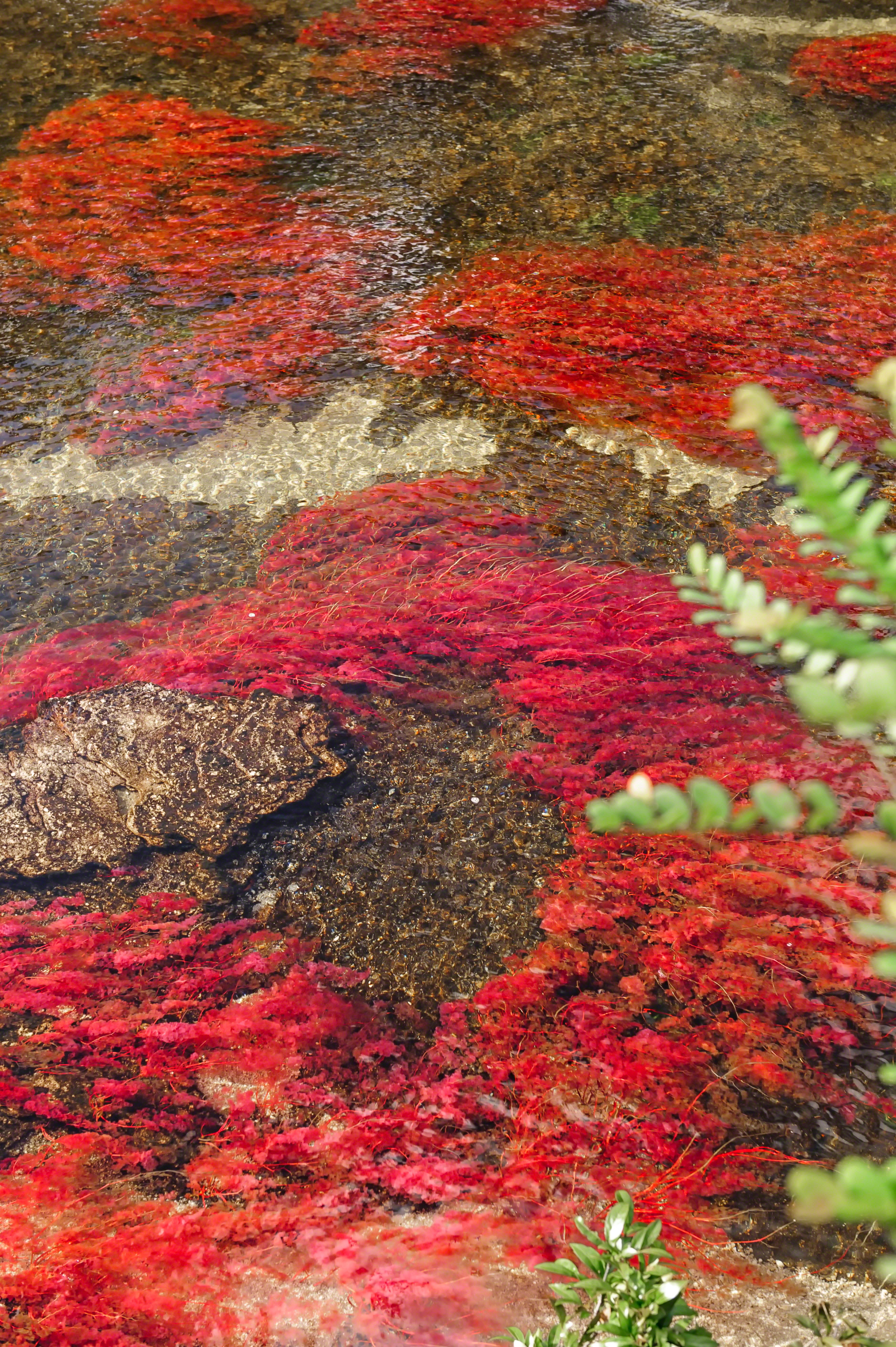
A vörös színű Macarenia clavigera növény
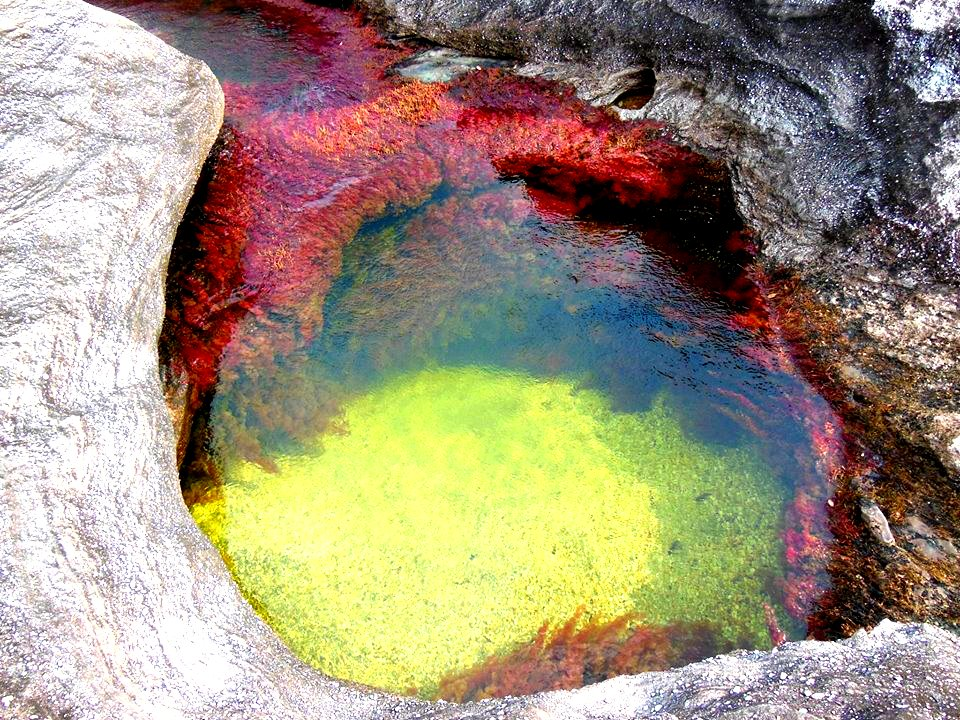
Kútképződmény
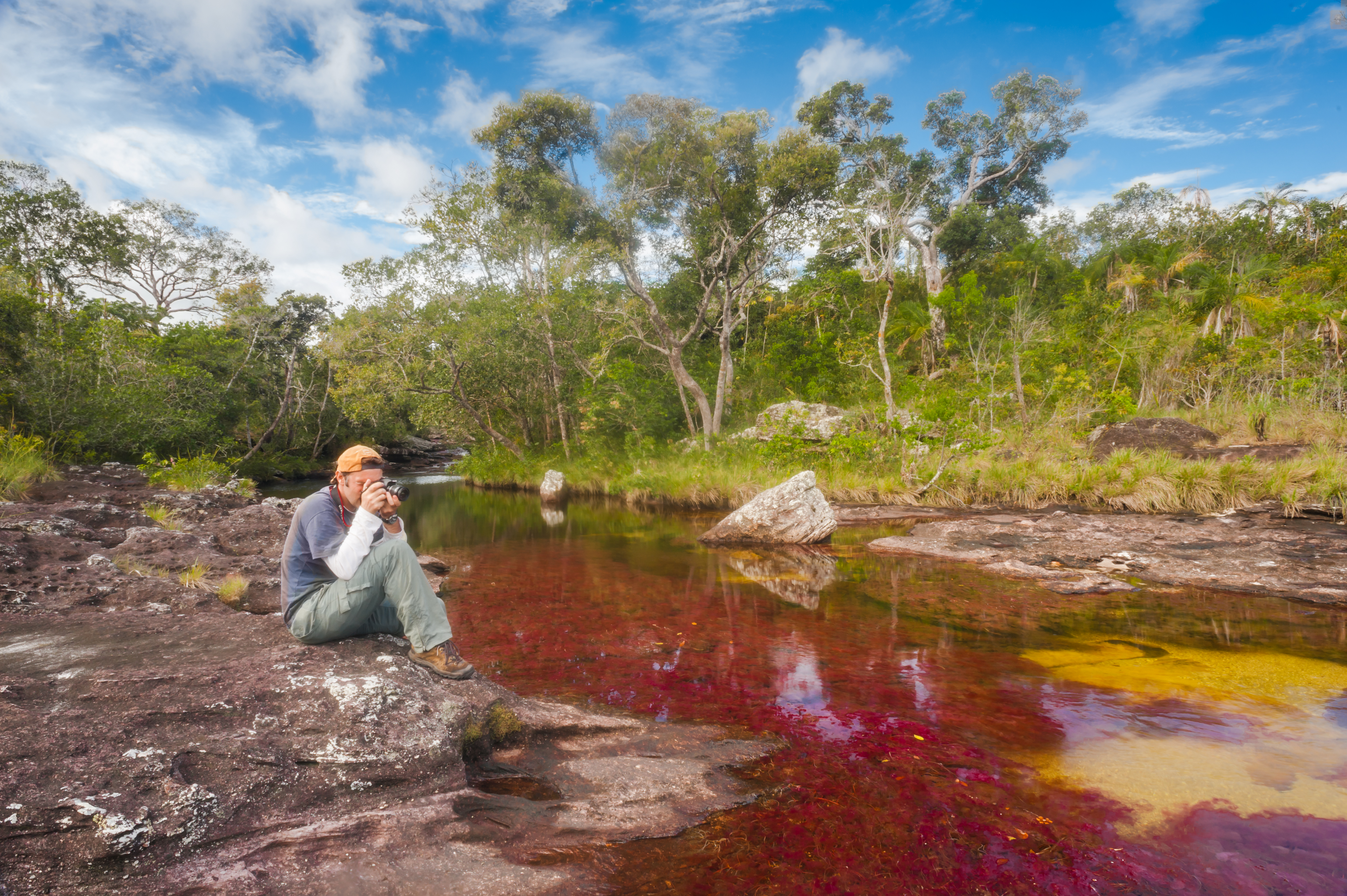
A folyó egy nyugodtabb szakasza